# Masaran (Bawang)
Masaran is een bestuurslaag in het regentschap Banjarnegara van de provincie Midden-Java, Indonesië. Masaran telt 2350 inwoners (volkstelling 2010).